# OPC
OPC - OLE for Process Control je sinonim za specifikacijo, ki jo definira. Izraz se uporablja tudi za implementacije programske opreme, ki tej specifikaciji sledijo (npr. strežnik OPC). 
Specifikacija OPC (Object Linking and Embedding for Process Control) je odprta specifikacija, ki je bila razvita s strani združbe podjetij, ki delujejo v industrijski avtomatizaciji. Ustanovljena je bila tudi organizacija OPC Foundation, ki skrbi za razvoj in razpečevo informacij novih specifikacij.
Specifikacija OPC temelji na tehnologijah OLE in DCOM. Namenjena je spajanju programov višjega nivoja in programov (ali strojne opreme), ki se nahajajo na nižjih nivojih – upravljanje procesiranja. Specifikacija OPC je transparentna glede na tip in izvor podatkov, kar da strukturi podatkov, ki jo predpisuje, značilno obliko. Strežnik OPC črpa podatke iz naprav za upravljanje (kot so PLC in DCS-naprave) in jih po potrebi posreduje programski opremi (kot je SCADA, HMI in ostali programi) prek vmesnikov, ki so s specifikacijo določeni.
Implementacije specifikacije OPC se uporabljajo pri procesih, ki zahtevajo hitro in zanesljivo posredovanje konsistentnih podatkov; so izredno primerne za procese, kjer želimo izmenljivost/nadgradljivost komponent/infrastrukture.